# 白岩镇
白岩镇，是中华人民共和国贵州省安顺市普定县下辖的一个乡镇级行政单位。

## 行政区划
白岩镇下辖以下地区：
白岩村、段桥村、前寨村、双坑村、邓家村、薛家村、王家村、老龙村、黄毛村、梅家村、十二营村、高羊村、魏旗村、一棵树村、讲义村、李后村、沙戈村、龚家村、打油村、白旗村、田坝村、新寨村、高坡村、林角村、管大村和管小村。